# Communauté de communes Tude et Dronne
Die Communauté de communes Tude et Dronne ist ein ehemaliger französischer Gemeindeverband mit der Rechtsform einer Communauté de communes im Département Charente in der Region Nouvelle-Aquitaine. Sie wurde am 1. Januar 2014 gegründet und umfasste 41 Gemeinden. Der Verwaltungssitz befand sich im Ort Laprade.

## Historische Entwicklung
Der Gemeindeverband entstand 2014 durch Zusammenlegung der Vorgängerorganisationen Communauté de communes du Montmorélien, Communauté de communes du Pays d’Aubeterre und Communauté de communes du Pays de Chalais.
Mit Wirkung vom 1. Januar 2017 fusionierte der Gemeindeverband mit der Communauté de communes d’Horte et Lavalette und bildete so die Nachfolgeorganisation Communauté de communes Lavalette Tude Dronne.
Gleichzeitig wurden die Gemeinden Montmoreau-Saint-Cybard, Aignes-et-Puypéroux, Saint-Amant-de-Montmoreau, Saint-Eutrope und Saint-Laurent-de-Belzagot zur Commune nouvelle Montmoreau zusammengelegt.

## Ehemalige Mitgliedsgemeinden
1. Aignes-et-Puypéroux
2. Aubeterre-sur-Dronne
3. Bardenac
4. Bazac
5. Bellon
6. Bessac
7. Bonnes
8. Bors (Canton de Tude-et-Lavalette)
9. Brie-sous-Chalais
10. Chalais
11. Châtignac
12. Courgeac
13. Courlac
14. Curac
15. Deviat
16. Les Essards
17. Juignac
18. Laprade
19. Médillac
20. Montboyer
21. Montignac-le-Coq
22. Montmoreau-Saint-Cybard
23. Nabinaud
24. Nonac
25. Orival
26. Palluaud
27. Pillac
28. Poullignac
29. Rioux-Martin
30. Rouffiac
31. Saint-Amant-de-Montmoreau
32. Saint-Avit
33. Saint-Eutrope
34. Saint-Laurent-de-Belzagot
35. Saint-Laurent-des-Combes
36. Saint-Martial
37. Saint-Quentin-de-Chalais
38. Saint-Romain
39. Saint-Séverin
40. Salles-Lavalette
41. Yviers

## Belege
1. ↑  Erlass der Präfektur im Département Charente vom 8. Dezember 2016